# Училки в законе
«Училки в законе» — российский комедийный сериал.
Съёмки стартовали в 2018 году. Сюжет фильма поначалу не раскрывался, однако в соцсетях актеры, задействованные в нем, писали, что это будет веселая, искрометная, легкая комедия. Режиссёром первого сезона выступил Константин Колесов («Света с того света», «Туристическая полиция»). Премьера состоялась 26 августа 2020 года на канале «Пятница!».
Режиссёрами второго сезона стали Андрей Франсис и Андрей Агеев. Премьера состоялась 14 октября 2021 года.

## Сюжет
История о том, как четыре простые учительницы из Благовещенска — по химии, русскому языку, математике и английскому — пускаются во все тяжкие и бросают вызов своим ученикам, местным коллекторам, а также китайской наркомафии.

## Актёры и персонажи

### В главных ролях
- Мария Шалаева — Катерина / Екатерина Михайловна Филатова (Анастасия Краснова), учитель английского языка (1-2 сезон)
- Антонина Комиссарова — Алёнушка / Алёна Ивановна Вишневская, учитель русского языка и литературы
- Марина Дианова — Софья Александровна, учитель математики
- Анна Гуляренко — Галина Фёдоровна Уколова / «Галифе», учитель химии
- Катерина Шпица — Яна Анатольевна Мошкина, завуч по внеклассной работе / старший лейтенант полиции (3 сезон)

### Ученики школы
- Виталий Герасимов — «Малой», ученик 9Б
- Анастасия Безрукова — «Дичь» / Оля Дьякова, ученица 9Б
- Елизавета (Иванова) Баль — Вика Можайкина, ученица 9Б/10Б/11Б
- Арсений Гусев — «Чёткий» / Егор Щитков, ученик 9Б/10Б/11Б
- Анфиса Вистингаузен — «Дичь» / Оля Дьякова, ученица 10Б/11Б
- Иван Оранский — Лукьян, ученик 10Б/11Б
- Даниил Газизуллин — «Борзый» / Дима Каменков, ученик 10Б/11Б
- Диана Астер — Диана, дочь Марины Альфредовны, ученица 11Б

### Второстепенный состав
- Галина Сазонова — Оксана Егоровна, завуч (1-2 сезон), регистратор ЗАГСа (3 сезон)
- Алексей Ильин — Олег Владимирович, директор школы
- Антон Филипенко — Юра (1 сезон)
- Кирилл Каганович — Данила Алексеевич, учитель китайского языка (1-2 сезон)
- Виктория Романенко — Юлия, учитель английского языка (1-2 сезон)
- Вадим Медведев — «Пухан», отец Можайкиной
- Леван Мсхиладзе — Зураб Консильери, партнёр Краснова (1 сезон)
- Шамиль Мухамедов — Вадим (2 сезон)
- Анна Ардова — Марина Альфредовна / «Адольфовна», менеджер по планированию учебной части (3 сезон)
- Кирилл Нагиев — Кирилл (3 сезон)
- Владимир Любимцев — Дима, сотрудник полиции (3 сезон)
- Валерий Афанасьев — генерал, муж Галины (3 сезон)

## Эпизоды
| Сезон | Серии | Период трансляции           |
| ----- | ----- | --------------------------- |
| 1     | 4     | 26 августа 2020             |
| 2     | 20    | 14 октября — 18 ноября 2021 |
| 3     | 20    | 17 марта — 14 апреля 2023   |

## Награды и номинации
- 2022 — номинация на национальную премию в области веб-индустрии в категории «Лучший интернет-сериал до 24 минут»[8]